# چاوشی (دشتی)
چاوشی، روستایی است از توابع بخش مرکزی شهرستان دشتی استان بوشهر ایران.

## جمعیت
این روستا در دهستان خورموج قرار دارد و بر اساس سرشماری سال ۱۳۸۵ آمار رسمی جمعیت آن (۱۳۸ خانوار) ۵۸۱ نفر می‌باشد.

## مشاهیر
روستای چاوشی بزرگان زیادی را به استان و حتی کشور معرفی نموده است. بزرگانی چون: حجت‌الاسلام سید محمدحسن نبوی (سه دوره نماینده مردم بوشهر در مجلس شورای اسلامی و یک دوره خبرگان رهبری)، سید محمدصادق نبوی (شاعر و جزء اولین دبیران استان)، سید عبدالله علوی (شاعر و مداح اهل بیت)، سید عبدالله‌جعفر رضوی (از مدیران ارشد استان) و … که از مجال این عریضه خارج است.

## وجه تسمیه
تعابیر از کلمه چاوش
در این‌جا چاوش به معنی نقیب سپاه و کسی که فرمان، تشویق و تهییج لشکر و سپاه جنگ را به منظور حمله و دفاع بر عهده دارد به کار برده شده است. (تاریخ بیهقی)
برای نمونه دو بیت شعر از نظامی گنجوی که کلمه چاوش را به کار برده در اینجا می‌آوریم:
«پسر چاوشان دید و تیغ و تبر قباهای اطلس کمرهای زر»
«زدل دادن چاوشان دلیر دلاور شده گور بر چنگ شیر»
(نظامی)
خاقانی چاوش را در شعرش رئیس تشریفات معرفی کرده و به کسی که در دربار شاهان یا در نزد امرا و بزرگان وظیفه‌دار امور تشریفاتی بوده و در روزهای سلام اشخاص را به حضور آنان معرفی می‌نموده است.
«ننه قباد مخوان کیقباد خوانش از آنک قباد چاوش روز سلام او زیبد.»
(خاقانی)
در اشعار شعرای دیگری چون: نظامی، خاقانی و پوربهای جامی چاوش را به عنوان نگهبان و مراقب کاروانیان به کار برده‌اند. (فرهنگ نظام) کسی که تعداد افراد سپاه و نام همه آنها و وظایفشان را بداند
ای خادم سپید تو هم خادم سپاه خورشید روم‌پرور و ماه حبش‌نگار
(خاقانی)
ولی آنچه در اینجا مد نظر ماست و همه مطلعین محلی و پیشینیان روستا به آن نظر دارند معنی جارچی و کسی است که دعوت رفتن به زیارت عتبات عالیات را می‌کند جارچی در فصل زیارت در روستاها و دهات به صورت سواره یا پیاده به راه می‌افتاده و مردم را به وسیله صدای خود (جار زدن) و خواندن اشعار مهیج و مناسب برای آن زیارت تشویق و ترغیب می‌نموده است (ناظم‌الاطباء) یا به آواز و اشعاری که فردی در جلو قافله زوار حرکت می‌نموده و اشعاری در منقبت و ستایش ائمه اطهار می‌سروده و باعث تهییج همراهان قافله می‌شده است.
در چاوش‌خوانی که منطقه دشتی در کل و روستای چاوشی به‌طور اخص زادگاه آن به نظر می‌رسد طبق رسوم منطقه در مراسمی که اشخاص زوار ائمه اطهار قبل و بعد از زیارت مردم را دعوت می‌کنند دو نفر خواننده چاوش به صورت مشاعره یک نفر یک بیت را طبق آهنگی خاص که به چاوش مشهور است می‌خواند و نفر دیگر بیتی دیگر را در جواب خواننده اول می‌خواند.
بانگ چاوشان چو از ره بشنود تا نبیند رو به دیواری کند
(مولوی)
خواننده چاوش: به کسی گفته می‌شود که در منقبت و ستایش ائمه اطهار و مناسب با زیارت عتبات عالیات اشعاری را با آهنگی خاص می‌خوانده است.
پس می‌تواند نتیجه گرفت وجه تسمیه چاوشی بیشتر به دلیل عبور کاروان‌های زوار از این منطقه بوده که به زیارت امام رضا (ع) و عتبات عالیات می‌رفته‌اند و هم اینکه مردم روستا چون اکثراً سادات و از مداحان و ذاکران اهل بیت بوده و خود نیز در خواندن چاوش مهارت خاصی داشته‌اند نامگذاری شده است.

## درآمد مردم
از ابتدای شکل‌گیری روستای چاوشی مردم روستا بیشتر به کارهای کشاورزی دیم و دامداری اشتغال داشتند. در بخش کشاورزی تعدادی کمی از مردم که استطاعتی داشتند با تولید محصولات کشاورزی در مزرعه (چهاب) با ارتزاق می‌پرداختند. البته غذای اصلی کشاورزی مردم روستا در اوایل شکل‌گیری خرما، گندم و جو، محصولات لبنی و دامی بود. محصولات کشاورزی به صورت دیم انجام می‌گرفت. پس رزق و روزی مردم بیشتر در پی باران و تحولات جوی بود. سالهای پرباران مردم خوشحال و روزی فراوان و سالهای خشکسالی نیز مایه فلاکت و بدبختی مردم بود تا جایی که حتی مردم به ملخ‌خواری و خوردن هسته‌های خرما روی می‌آوردند. در واقع دوران اولیه شکل‌گیری روستا مردم بیشتر در پی کسب درآمد و ثروت چندانی نبوده و به فکر گذران زندگی بودند.
دامپروری نیز یکی از راه‌های کسب روزی در این روستا در اوایل بود. البته دامداری نیز در اوایل همچون کشاورزی به صورت عمده در اختیار افرادی معدود که تمکن مالی خوبی داشتند بود و بعضی از این افراد روستا دارای چوپانها و رمه‌های فراوان بودند. گله‌های دامداری شامل حیواناتی چون بز، گوسفند، گاو و حتی شتر بود. حتی به قول راویان معمر روستا آقارضاعلی میربهرام که از پایه‌گذاران روستا نیز به‌شمار می‌رفته گله‌های بزرگی از شتر داشته است. در کنار دامداری گسترده نگهداری مرغ و خروس برای گذراندن زندگی لازم و ضروی بود.
بعد از گذار از این دوران و ورود صنایع و گسترش شهرنشینی به کشور شاهد شکل‌گیری مشاغل دیگر و راه‌های دیگر کسب درآمد در روستا هستیم تا جایی که روستا شکل اولیه تولیدی خود را به تدریج از دست داد و از تولیدکننده به مصرف کنند صرف تبدیل گشت.
یکی از صنایع اصلی که با توجه به مواهب خدادادی در کشور شکل گرفت صنعت نفت بود. در ایران قبل از ملی شدن نفت این ماده حیاتی دردست قدرهای استعمارگر غربی بود و زیر نظر شرکت نفت ایران و انگلیس اداره می‌شد. بعدها حضور روسها در شمال و آمریکاییها پس از ملی شدن در نفت ایران دیده شد. در نتیجه گسترش صنعت نفت و متکی شدن درآمد کشور نیاز به استخراج نفت برای درآمد بیشتر کارتلهای نفتی طرف قرارداد ایران اقدام به اکتشاف و گسترش چاه‌های نفتی در مناطق مختلف کشور زدند. بر اساس نقشه اولیه آنها در محدوده روستا منبع غنی نفتی و گازی پیش‌بینی شده بود پس شرکتهایی در روستا مستقر شدند و اقدام به حفاری در تپه‌های غربی روستا برای استخراج نفت نمود. بدین ترتیب با گسترش فعالیت شرکت تعدادی از افراد روستا به کار در شرکت مشغول شدند. شرکت برای راه‌سازی و نگهداری و راه‌اندازی دکل و تأمین مایحتاج غذایی و … به نیروهای بومی روستا احتیاج داشت. پس به این ترتیب با حضور شرکت نفت در روستا منبع درآمد دیگری برای اهالی به غیر از کشاورزی شکل گرفت و مایه تغییراتی در فرهنگ و اقتصاد مردم شد.
به تدریج مردم روستا با توجه ارتباطات فرهنگی با مراجع و علما احساس به آموزش و پرورش در روستا شکل گرفت و مدرسه این روستا در سال ۱۳۲۵ خورشیدی تأسیس شد. در پی آن و خروج نیروهای آموزش دیده و نیاز منطقه به این افراد باسواد، پس در قسمتهای مختلف استان و حتی کشور پستهای مدیریتی و اداری را در دست گرفتند. این افراد در بخشهای گوناگونی مانند آموزش و پرورش (معلمی)، مدیریت بخشی از ادارات، استادی دانشگاه‌ها در کشور، حوزه‌های علمیه، صنعت نفت و… مشغول به کار شدند.
با گسترش روند شتابنده شهرنشینی و مهاجرت مردم و ارتباطات روستا با شهرها مردم دیگر تمایلی به تولید محصولات کشاورزی نمی‌دیدند. با توجه به درآمدی که از طریق تصدی امور دولتی به دست می‌آوردند زندگی خود را می‌گذراندند و به تدریج کشاورزی به ورطه فراموشی سپرده شد. محصولات کشاورزی و باغی از تولیدات روستا حذف شد و تنها فعالیت روستا در کشاورزی به کشت نخل، گندم و جو محدود شد. این بی‌نیازی در سالهای اخیر باعث چشم‌پوشی از تنها محصولات کشاورزی فوق نیز گشته و می‌رود که کشت به‌طور کلی از حیطه درآمدی روستا حذف شود.
در بخش دامپروری نیز تعداد اندکی از مردم روستا به صورت گله‌ای بنه ای به این کار مشغول هستند و بقیه آن به تعدادی معدود بز و گوسفند دارند و شترداری و گاوداری به‌طور کلی از بین رفته است.
در پایان می‌توان نتیجه گرفت که درآمد در روستای چاوشی در ابتدا متکی به کشاورزی و دامپروی تولیدات وابسته به آن بود ولی اکنون صنعت و خدمات، تولید آن را کنار زده و باعث مصرف گرایی و فرهنگ شهرنشینی در روستا شده است.

## تپه‌ها و تل‌ها و کلاتهای معروف منطقه کوهستانی
کلات دعاعالی، کلات شیخ‌حمود، کُتو، کل‌محتکی، کل تیم‌زاد، کل زایرعبدویی، اشکت، اشکت آقاعبدالحسین، اشکت جعثه، اشکت هاسکی، اشکت غلومیددی، اشکت سوزو، اشکت پهلی، قرجت، اومتعل، اوانجیر، باغ اوتهلو، دوازه محگشویی، پوزه بادام تاک، تل کروی.
منبع: سید حبیب‌الله علوی- مجله میراث لیان ـ ویژه نامه میراث فرهنگی.

## اماکن زیارتی
ساختمان حضرت عباس
جنوبی‌ترین قسمت مسکونی روستا و در کنار باغی به نام چاوشی (که نام روستای چاوشی به همین نام و از نام همین باغ گرفته شده است) بنای حضرت عباس واقع شده است. بنای مورد نظر در زمان آقاسیدعلی میربهرام بنا شده است. ابتدای ساختمان به صورت گلی و محقر بوده و چندین بار بازسازی و توسعه یافته است. زیربنای بنا ۵۰ متر مربع است. مردم به سبب ارادت به حضرت عباس و خاندان عصمت و طهارت علاوه بر مراسم روضه‌خوانی در ایام سال متوفیان خود را در جوار بنای مذکور دفن کرده‌اند. نطر به اینکه ای مکان جای مناسبی (به جهت عبور آب) برای محل دفن نبوده حدود ۵۰ سال به این طرف محل مناسبی برای قبرستان قسمت مغربی روستا به این امر اختصاص داده شده است. در قبرستان جدید آرانگاه هشت تن از شهداء جنگ تحمیلی (عراق علیه ایران) صفا و جذبة خاصی بخشده که زیارتگاه مردم است.

## اقوام ساکن
اقوامی که در این روستا سکونت دارند به دو دسته اصلی سادات و غیر سادات تقسیم می‌شوند.
اقوام دیگری غیر از سادات که هر کدام از جایی به این روستا آمده‌اند شامل موارد زیر است:
مقاتلیها ـ از روستایی به نام مقاتل یکی از روستاهای دشتی به چاوشی آمده‌اند و اجداد و اقوام آنها در روستای مقاتل هستند.
چاشوریها ـ قبل از سادات در کنار باغی متعلق به خودشان به نام چاشور جنوبی در روستای چاوشی سکونت داشته‌اند و پس از آمدن سادات و تشکیل روستایی به نام چاوشی آنها به جمع سادات می‌پیوندند.
بیرمی‌ها و ستوده‌ها ـ که از یک نسل و تیره هستند آن طور که گفته می‌شود حدود دویست سال قبل چند نفر از بیرم فارس ابتدا در کنار باغ خودشان سکونت داشته و بعدها آنها هم در کنار سادات ساکن در روستا قرار می‌گیرند. کم و بیش اقوام دیگری در این روستا هستند که ذکر نام آنها از حوصله این مقوله خارج است.

## زبان
زبان مردم روستا فارسی محلی است که شاید به زبان لری نزدیک باشد به واسطه ارتباط متداول با دول عربی و اقامت انگلیسیها در بوشهر بعضی از اصطلاحات عربی و انگلیسی بکار برده می‌شود که رفته رفته این اصطلاحات متروک شده است با ایجاد امکانات ارتباط جمعی مانند تلفن: رادیو، خصوصاً تلویزیون و مدارس زبان محلی هم تحت تأثیر قرار گرفته و لهجه فارسی محلی هم به گویش فارسی رسمی تبدیل شده است.

## شغل
شغل مردم این روستا دامداری و کشاورزی به صورت سنتی توأم با بقیه مشغله‌های متفرقه درآمد مردم بسیار اندک و زندگی آنها بسیار فقیرانه است. دین تمام مردم روستا اسلام و شیعه دوازده امامی است.

## آب و هوا
به دلیل حایل بودن کوه با دریا هوای آن اکثراً گرم و خشک است. اختلاف درجه گرما به ۴۴ درجه و گاه به ۵۰ درجه و در زمستان به ۶ درجه و گاه تا چند درجه زیر صفر هم می‌رسد. بارش متوسط سالانه ۲۱۷ میلی است که به علت نفوذناپذیری خاک و وجود گچ و نمک منبع زیرزمینی ذخیره آب فقیر و کاملاً شور است آبهای سطح الارضی نیز که از کوه مجاور سرازیر می‌شود شور است زمینهای پس زیردست را پس از گذشت زمانهای طولانی اکثراً به شوره‌زاد تبدیل نموده غلاتی مانند جو و گندم و درختانی مانند: نخل و گز و کنار در این منطقه کشت می‌شود.

## مرز
حدود مرزی روستا از جنوب به روستای درازی و از شمال به روستای چهله و مشخصاً دره‌ای با همین نام می‌رسد، در شرق به رودخانه «شور» و در غرب به کوه‌پایه‌های کوه مند منتهی می‌گردد.

## مشخصات
روستا به صورت پایکوهی، و دارای آب و هوایی گرم و خشک است و در ۱۶ کیلومتری شمال غربی شهر خورموج و ۷۰ کیلومتری شهر بوشهر واقع است. رشته‌کوه مند در امتداد روستا و ۴ کیلومتری باختری آبادی از شمال به جنوب کشیده شده است.
حدود مرزی روستا از جنوب به روستای درازی و از شمال به روستای چهله و مشخصاً دره‌ای با همین نام می‌رسد، در شرق به رودخانه «شور» و در غرب به کوه‌پایه‌های کوه مند منتهی می‌گردد. قدمت روستا از آغاز تا کنون به بیش از ۲۵۰ سال نمی‌رسد.

## بانیان روستا
اولین افرادی که در نزدیکترین منطقه از روستا سکونت داشتند طایفه‌ای به نام چاهشوری‌ها (به زبان محلی چه‌سوری‌ها) بودند. آنها بیشتر به صورت فصلی و بنه‌ای به منطقه می‌آمدند و مکان ثابتی نداشتند. آنها در اوقاتی از سال مثل تابستان و دیگر اوقات برای سرکشی به باغ‌های (نخلستانها) خود از روستای درازی به منطقه «چاه‌شور» ـ منطقه‌ای در حدود یک کیلومتری جنوب محل کنونی روستای چاوشی ـ نقل مکان می‌کردند. ظاهراً حضور آنها (قبل از حضور آقای علی میربهرام بنیانگذاری روستا) به زمانی دراز بازنمی‌گردد بعضی‌ها معتقدند که آنها حدود دو یا سه سال قبل از حضور سید به این منطقه آمده بودند. بعد از طایفه چاهشوری‌ها که در منطقه «چاه‌شور» به‌طور موقت سکنی گزیده بودند شخصی به «آقا سید علی میربهرام» (به زبان محلی آعلی میربهروم) از سادات روستای درازی به محل کنونی روستای چاوشی (در جنوبی‌ترین قسمت روستا) مهاجرت می‌کند. آقاعلی پس از وارد شدن و اسکان موقت شروع به ساختن مسکن و امکاناتی برای سکونت دائم در روستا می‌کند. وی نخلستانی را به نام «چاوشی» (چوشکی) در نزدیکی محل می‌کارد این نخلستان طبق شواهد بعد از نخلستانهای «چاهشور» اولین نخلستان ساخته شده در روستای چاوشی بوده است. اکنون نیز نخلستانی به همین نام برگرفته از نام قبلی در نزدیک همان محل وجود دارد ولی از باغ اولیه جز تلی از خاک آثاری باقی نمانده است.